# Carlo Prati
Carlo Prati (o Prata; Gera Lario, 1617 circa – Trento, 1700) è stato un organaro italiano.

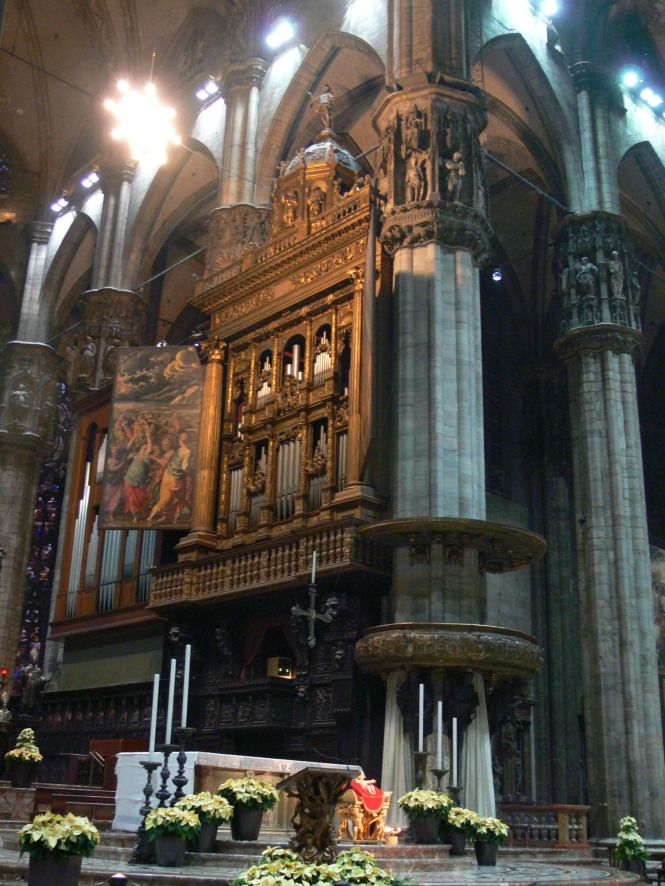
L'Organo Sud del Duomo di Milano, alla cui manutenzione e restauro contribuì nel secolo XVII Carlo Prati

L'attività professionale di Prati si svolse in gran parte nel Trentino-Alto Adige, ove ebbe occasione di conoscere la cultura organaria di scuola tedesca, e in Lombardia, proprio nel periodo coincidente con la presenza in Italia dell'importante organaro olandese Willem Hermans che, nel 1650, costruiva il suo primo strumento nel Duomo di Como. Prati costruì l'organo (a 1 tastiera e 6 registri) della Chiesa di San Giovanni Battista, a Brenzio frazione di Consiglio di Rumo.
Prati introdusse nei suoi strumenti elementi tipici dell'organaria transalpina, come i registri del cornetto e della sesquialtera. Tra i lavori realizzati dall'organaro comasco figura, nel 1689, la ristrutturazione del secondo organo del Duomo di Milano, opera di Cristoforo Valvassori (1583 - 1610), oltre a quelli relativi a tanti altri strumenti andati perduti. 
Tra quelli sopravvissuti, i più notevoli sono i seguenti:
- Pelugo (TN), chiesa di San Zeno, proveniente da Calavino, 1655.
- Tiss (Laces, BZ), chiesa di San Lucio, proveniente da altra chiesa, 1661 ca.
- Vercana (CO), santuario della Madonna della Neve, 1679. Firmato sulla canna maggiore di facciata con "Carlo Prata 1679"
- Novate Mezzola (SO), chiesa della Santissima Trinità, 1686.
- Denno (TN), chiesa dei Santi Gervasio e Protasio, 1700, ultimato dall'allievo Giuseppe Bonatti.
- Desenzano del Garda (BS), chiesa del Crocifisso, 1685, con interventi riconducibili ai Bonatti.
- Brenzio (Gravedona ed Uniti, CO), chiesa di San Giovanni Battista, 1650 ca, attribuibile al Prati grazie a caratteristiche costruttive e proporzioni identiche a quelle dell'organo di Vercana.